# Le Festin (court métrage)
Pour plus de détails, voir Fiche technique et Distribution.
Le Festin (Feast) est un court métrage d'animation américain des studios Disney réalisé et scénarisé par Patrick Osborne en 2014.
Il est diffusé pour la première fois le 10 juin 2014 au festival international du film d'animation d'Annecy. Il sort ensuite en première partie du long métrage à venir Les Nouveaux Héros.

## Synopsis
Tout en léchant des emballages de restauration rapide jetés, un chiot Boston Terrier mâle errant repère une frite tombée au sol et la mange. James, l'homme qui a laissé tomber les alevins, en offre un deuxième au chiot et décide de l'adopter comme animal de compagnie. James le nomme Winston et commence à lui donner des portions de ses propres repas et de la malbouffe en plus des croquettes régulières.
Un jour, James commence une relation avec une serveuse, nommée Kirby, dans un restaurant local. Elle le persuade d'adopter une alimentation et un mode de vie plus sains, mais le changement bouleverse Winston alors que les restes que James lui glisse consistent désormais en légumes, ce qui le dégoûte. Cependant, le couple se sépare après une dispute, plongeant James dans une profonde dépression et le faisant revenir à ses anciennes habitudes alimentaires. Winston est d'abord heureux de manger à nouveau de la malbouffe, mais il reconnaît rapidement la mauvaise humeur de James. En voyant un morceau de persil qui a rappelé James à Kirby et aux repas qu'ils préparaient ensemble, Winston décide de les rassembler et de les voler, ce qui conduit à une poursuite alors qu'il les apporte à Kirby et surmonte plusieurs tentations de plats délicieux. James suit Winston au restaurant, où il se réconcilie avec Kirby, et les deux se marient peu après. Winston, soulagé que son maître soit à nouveau heureux, se contente initialement de manger de la nourriture pour chiens normale.
Quelque temps après que le couple a emménagé dans une nouvelle maison, Winston repère quelques boulettes de viande qui ont roulé sur le sol de la cuisine et les mange. En suivant la trace de sauce qu'ils ont laissée derrière lui, il atteint la base d'une chaise haute occupée par l'enfant en bas âge du couple, qui lui lance joyeusement une autre boulette de viande. Alors que le film se termine, Winston s'apprête à se régaler d'un plateau de cupcakes renversé sur une table par l'un de leurs enfants lors de la première fête d'anniversaire de leur bébé.

## Fiche technique
- Titre original : Feast
- Titre français : Le Festin
- Réalisation : Patrick Osborne
- Scénario : Patrick Osborne d’après une histoire originale de Raymond S. Persi et Nicole Mitchell basé sur une idée originale de Patrick Osborne
- Storyboard : Paul Briggs, Clio Chang, Raymond S. Persi et Nicole Mitchell
- Chef de l’histoire : Jim Reardon
- Producteur : Kristina Reed
- Animation : Brian Scott, Lino DiSalvo, Adam Green, Hyrum Virl Osmond
- Production : Walt Disney Pictures et Walt Disney Animation Studios
- Durée : 6 minutes
- Dates de sortie :
  - France : 10 juin 2014 (première mondiale au FIFA 2014) ; 11 février 2015 (sortie nationale, avec le film Les Nouveaux Héros)
  - États-Unis : 7 novembre 2014

## Distribution

### Voix originales
- Ben Bledsoe
- Stewart Levine
- Katie Lowes
- Brandon Scott
- Adam Shapiro
- Tommy Snider

## Distinctions

### Récompenses
- Festival international du film des Hamptons 2014 : Audience Award du meilleur court métrage
- Oscars du cinéma 2015 : meilleur court métrage d'animation

### Nominations et sélections
- Festival international du film d'animation d'Annecy 2014 : sélection avant-première
- Festival du film de Telluride 2014